# Пайдерс, Лео
Лео Пайдерс (латыш. Leo Paiders, 27 августа 1926 — 2 ноября 1991) — передовик советского сельского хозяйства в Латвийской ССР, шофёр, общественный деятель, старший машинист экскаватора специализированного мелиоративно-строительного управления «Лубанстрой» Министерства мелиорации и водного хозяйства Латвийской ССР, Мадонский район. Герой Социалистического Труда (1966).

## Биография
Лео Пайдерс родился 27 августа 1926 года в посёлке Балви Абренского уезда Латвии.
Окончил Балвскую семилетнюю школу (1941). В годы Второй мировой войны работал на небольшой ферме своего отца в Аннинской волости Валкского уезда. В августе 1944 года призван в Красную армию, но вскоре был комиссован по инвалидности.
Работал шофёром на Лубанской и Гулбенской машинно-тракторных станциях (1947—1950), старшим машинистом одноковшового экскаватора Мадонского строительно-монтажного управления (1950—1976), с 1976 — машинистом-инструктором Мадонской передвижной механизированной колонны (ПМК-19), с 1978 — инструктором по внедрению передовых методов и приёмов труда.
Член КПСС (1976). За время работы на Мадонской ПМК-19, Л. Пайдерсом были поданы 27 рационализаторских предложения и подготовлены 22 машиниста однокошового экскаватора.
Указом Президиума Верховного Совета СССР от 23 июня 1966 года удостоен звания Героя Социалистического Труда «за успехи, достигнутые в увеличении производства и заготовок ржи, пшеницы и других зерновых и кормовых культур» с вручением ордена Ленина и золотой медали Серп и Молот.
Дважды становился депутатом Верховного Совета Латвийской ССР, был членом Исполнительного комитета Мадонского района и председателем Совета наставников[уточнить] Мадонского района.
Умер от сердечного приступа 2 ноября 1991 года в Балви, похоронен на кладбище Скаку кална в Аронской волости.
Награды
Герой Социалистического Труда (1966). Награждён орденом «Знак Почёта» (1958).